# Ludwig Küng
 (février 2023).
Pour les articles homonymes, voir Küng.
Ludwig Küng né le 17 septembre 1965, est un lutteur suisse. Il a participé aux Jeux olympiques d'été de 1988 et aux Jeux olympiques d'été de 1992.